# 文化学院
文化学院（日语：／ Bunka gakuin）是一所曾经存在的日本的专修学校。原校址位于东京都墨田区两国2丁目18-5。于1921年创立，2018年停止运营。

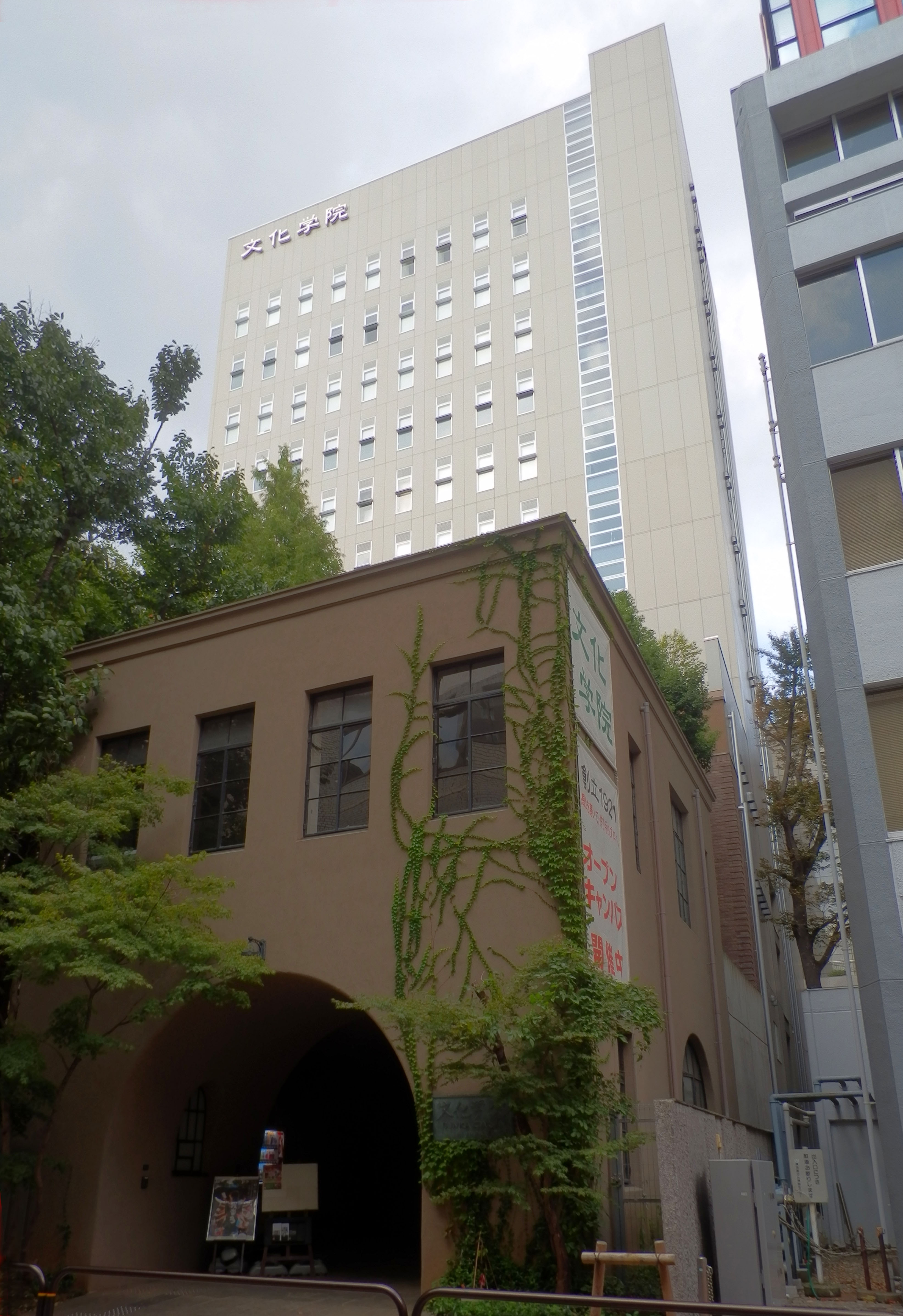
位于东京御茶之水的原文化学院校区

## 概要
文化学院当初由西村伊作、與謝野晶子、與謝野鐵幹、石井柏亭等人创立，学校历经二战前后近百年历史，日本文学艺术史上诸多名人均为此校相关人士。2014年学校由御茶之水搬迁至墨田区两国。2018年文化学院与学校法人了德寺学园合并，以平成29年度为最终年度宣布学校关闭。

## 著名校友及相关人员
- 關紫蘭：上海出身的油畫家
- 劉啟祥：台灣出身的西洋畫家
- 山東昭子：日本參議員
- 寺尾聰：演員、歌手
- 名木田惠子：作家、漫畫原作者